# 谢赫萨菲·丁圣殿与哈内加建筑群
谢赫萨菲·丁圣殿与哈内加建筑群是位于伊朗阿尔达比勒的伊斯兰教苏菲派精神休憩之所。它于2010年被联合国教科文组织列入世界遗产名录。

## 概要
伊斯兰教苏菲主义领袖谢赫萨菲·丁出生于建筑群所在的阿尔达比勒，他是萨非王朝创始人伊斯玛仪一世的先祖。该建筑群建于16世纪初至18世纪后期，采用伊朗传统的建筑形式，将有限的空间最为有效地加以利用，因而诸多功能于一身(包括一个图书馆，一所清真寺、一所学校、几个大型陵墓、一个地下蓄水池、一所医院、若干厨房、一个糕饼店和一些办公室)。前往神庙的道路被八道门分为七段，分别代表着苏菲主义的八个理念和七个发展阶段。在这一保存完好的遗址中，人们可以看到丰繁精美的建筑外观与内部装饰，以及一批出色的古董收藏。这一建筑群作为中世纪伊斯兰建筑元素的大集合，是当今非常罕见的。

## 登录基准
该世界遗产被认为满足世界遺產登錄基準中的以下基準而予以登錄：
- （i）表现人类创造力的经典之作。
- （ii）在某期间或某种文化圈里对建筑、技术、纪念性艺术、城镇规划、景观设计之发展有巨大影响，促进人类价值的交流。
- （iv）关于呈现人类历史重要阶段的建筑类型，或者建筑及技术的组合，或者景观上的卓越典范。